# 1808
1808 (MDCCCVIII) var ett skottår som började en fredag i den gregorianska kalendern och ett skottår som började en onsdag i den julianska kalendern.

## Händelser

### Januari
- 22 januari – Portugals kungliga familj beeger sig till Brasilien under Napoleonkrigen.[1]
- 24 januari – Johan Tobias Sergels staty av Gustav III avtäcks, på Gustavs 62:a födelsedag.

### Februari

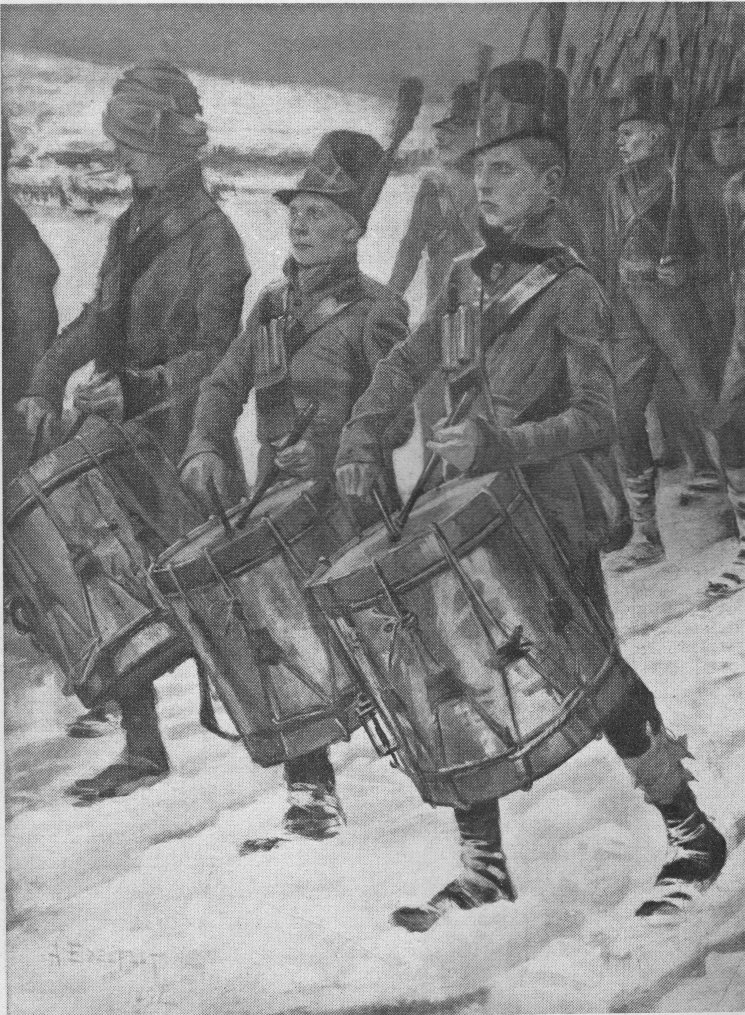
Finska kriget.

- 21 februari – Finska kriget utbryter genom att ryssarna under general Fredrik Vilhelm von Buxhoevden utan krigsförklaring anfaller Finland vid Abborfors.
- Februari – Sverige sluter subsidiekonventioni med Storbritannien.

### Mars
- 1 mars – Svenskarna, under överbefälhavaren Wilhelm Mauritz Klingspor, slår tillbaka det ryska anfallet.
- 2 mars – Ryska trupper intar Helsingfors och belägringen av Sveaborg inleds.
- 13 mars – Vid Kristian VII:s död efterträds han som kung av Danmark och Norge av sin son Fredrik VI, som i praktiken har varit Danmark-Norges regent sedan 1784, eftersom fadern är psykiskt sjuk. Dagen därpå förklarar Danmark krig mot Sverige.
- 14 mars
  - Danmark förklarar Sverige krig. Danskarna har tänkt landstiga med fransmännen i Skåne, men hindras av brittiska flottan.
  - Kung Gustav IV Adolf beslutar att införa lantvärnet, som skall omfatta alla ogifta svenska män mellan 18 och 25 år. Antalet begränsas dock till 30 000 man.
- 18 mars – Svartholms fästning kapitulerar för ryssarna.

### April
- 1 april – Den ryske konteramiralen Nikolaus Bodisco får av tsaren i uppdrag att ockupera Gotland.
- 16 april – Svenskarna blir besegrade av ryssarna i slaget vid Pyhäjoki.
- 18 april
  - Svenskarna besegrar ryssarna i slaget vid Siikajoki.
  - Svenskarna besegrar danskarna i slaget vid Lier.
- 22 april – Ryssarna landstiger på Gotland vid Slesviken.
- 23 april – Efter att ha diskuterat läget med representanter för Visby stad kapitulerar den svenska styrkan på Gotland för ryssarna.
- 25 april – Bodisco förklarar Gotland ockuperat för ryske tsarens räkning, med honom själv som guvernör.
- 27 april – Svenskarna besegrar ryssarna i slaget vid Revolax varvid svenskarna börjar förbereda en våroffensiv.
- 28 april – Svenska skärgårdsflottan besegrar den danska i skärgårdsslaget vid Strömstad.

### Maj
- 1 maj – Svenskarna besegrar ryssarna i slaget vid Pulkkila.
- 3 maj – Amiral Carl Olof Cronstedt kapitulerar och överlämnar fästningen Sveaborg till ryssarna.[2]
- 9 maj – Svenskarna (ålänningarna) besegrar ryssarna i Kumlingeslaget.
- 14 maj – Svenska trupper landstiger på Gotland vid Sandviken.
- 16 maj – De ryska styrkorna på Gotland kapitulerar för svenskarna och skall lämna ön inom två dagar samt under ett år inte gå i tjänst mot Sverige.

### Juni
- 10 juni – Svenskarna besegras av danskarna i första slaget vid Prestebakke.
- 14 juni – Danskarna besegras av svenskarna i andra slaget vid Prestebakke.
- 19 juni – Svenskarnas landstigningsförsök vid Åbo misslyckas.
- 24 juni
  - En svensk landstigning sker vid Lemo och Vasa, vilken dock misslyckas.
  - Svenskarna besegrar ryssarna i slaget vid Nykarleby.
- 30 juni
  - Svenska skärgårdsflottan besegrar den ryska i skärgårdsslaget vid Åbo.
  - Gustav IV Adolf beger sig till Finland och lägger därmed planerna på att erövra Norge åt sidan.

### Juli
- 14 juli – Svenskarna under Carl Johan Adlercreutz besegrar ryssarna i slaget vid Lappo.

### Augusti
- 2 augusti – Svenska skärgårdsflottan besegras av den ryska i skärgårdsslaget vid Sandöström.
- 10 augusti – Svenskarna besegrar ryssarna i slaget vid Kauhajoki.
- 17 augusti – Svenskarna besegrar ryssarna i slaget vid Alavo.
- 20 augusti – Svenskarna besegras av ryssarna i det första slaget vid Ömossa.
- 21 augusti – Svenskarna besegras av ryssarna i slaget vid Karstula.[3]
- 29 augusti – Svenskarna besegrar ryssarna i slaget vid Lappfjärd.
- 30 augusti – Svenska skärgårdsflottan besegrar den ryska i skärgårdsslaget vid Grönvikssund.

### September
- 1 september – Svenskarna besegras av ryssarna i slaget vid Ruona.
- 6 september – Det andra slaget vid Ömossa utkämpas mellan svenskarna och ryssarna med okänd utgång.
- 12 september – Slaget vid Berby utkämpas mellan svenskarna och Danmark-Norge med dansk-norsk seger.
- 13 september – Svenskarna under Georg Carl von Döbeln besegrar ryssarna i slaget vid Jutas.
- 14 september – Svenskarna besegras av ryssarna i slaget vid Oravais.
- 18 september – Svenska skärgårdsflottan besegras av den ryska i skärgårdsslaget vid Palva sund.
- 29 september – Stillestånd sluts mellan Sverige och Ryssland i Lohteå.

### Oktober
- 2 oktober – Katastrofen vid Limön inträffar.[4]
- 27 oktober – Svenskarna besegrar ryssarna i slaget vid Virta bro.
- 19 november – Konventionen i Olkijoki sluts mellan Sverige och Ryssland. Hela Finland upp till Kemi älv faller i ryssarnas händer.

### November
- November – Svenska hären börjar utrymma Finland.

### December
- 7 december – Stillestånd sluts på den norska fronten mellan Sverige och Danmark.
- 13 december – De sista svenska soldaterna lämnar Finland.

### Okänt datum
- Det svenska Evangeliska sällskapet instiftas i protest mot Napoleonkrigen och upplysningsfilosofins förakt för religioner.
- Royal Anti-Slave Squadron börjar sin blockad mot den afrikanska slavhandeln.

## Födda

### Första kvartalet

#### Januari
- 8 januari – James Madison Wells, amerikansk politiker, guvernör i Louisiana 1865–1867.
- 13 januari – Salmon P. Chase, amerikansk jurist.
- 19 januari – Lysander Spooner, amerikansk jurist, individualanarkist, slaverimotståndare och frän kritiker av statsmakten.

#### Februari
- 4 februari – Josef Kajetán Tyl, tjeckisk författare. (död 1856)
- 15 februari – Robert H. Morris, amerikansk demokratisk politiker, borgmästare i New York 1841–1844. (död 1855)
- 26 februari – Honoré Daumier, fransk litograf, målare och skulptör. (död 1879)

#### Mars
- 4 mars – Frederik Stang, norsk politiker.

### Andra kvartalet

#### April
- 7 april – Frédéric Gaillardet, fransk författare.
- 13 april – Antonio Meucci, italiensk-amerikansk uppfinnare.
- 14 april – William Marvin, amerikansk jurist och politiker, guvernör i Florida 1865.
- 16 april – Caleb Blood Smith, amerikansk politiker, jurist och publicist.
- 20 april – Napoleon III, Frankrikes president 1848–1852 och kejsare av Frankrike 1852–1870.

#### Maj
- 2 maj – Marc-Gabriel-Charles Gleyre, schweizisk målare inom akademismen.
- 30 maj – Caroline Chisholm, australisk filantrop och politisk aktivist.

#### Juni
- 13 juni – Patrice de Mac-Mahon, fransk militär, hertig och marskalk, Frankrikes president 1873–1879.

### Tredje kvartalet

#### Juli
- 31 juli – Ferdinand Wüstenfeld, tysk arabist.

#### Augusti
- 2 augusti – Augustus C. French, amerikansk demokratisk politiker, guvernör i Illinois 1846–1853.
- 3 augusti – Hamilton Fish, amerikansk politiker, USA:s utrikesminister 1869–1877.
- 10 augusti – Carl Friedrich Weitzmann, tysk musiker.
- 30 augusti – Nils Herman Quiding, svensk jurist, journalist, författare och politisk tänkare.

#### September
- 7 september – Peter G. Van Winkle, amerikansk politiker, senator 1863–1869. (död 1872)
- 9 september – Wendela Hebbe, svensk journalist, översättare och författare. (död 1899)
- 12 september – August von Werder, preussisk militär. (död 1887)
- 14 september – Georg Friedrich Kolb, tysk politiker och publicist. (död 1884)

### Fjärde kvartalet

#### Oktober
- 1 oktober – Mary Anna Custis Lee, amerikansk författare och konstnär. (död 1873)
- 5 oktober – Wilhelm Weitling, tysk författare och politisk tänkare. (död 1871)
- 6 oktober – Fredrik VII, kung av Danmark 1848–1863. (död 1863)
- 15 oktober – Moritz Schreber, tysk reformpedagog. (död 1861)
- 20 oktober – Karl Andree, tysk geograf. (död 1875)
- 24 oktober
  - Bernhard von Cotta, tysk geolog. (död 1879)
  - Ernst Richter, tysk musiker. (död 1879)

#### November
- 29 november – William F. Johnston, amerikansk politiker, guvernör i Pennsylvania 1848–1852.

#### December
- 7 december – Hugh McCulloch, amerikansk republikansk politiker, USA:s finansminister 1865–1869 och 1884–1885.
- 8 december – Elias Sehlstedt, svensk lyriker.
- 15 december – James E. Broome, amerikansk demokratisk politiker, guvernör i Florida 1853–1857.
- 19 december – Erik Jansson, självlärd predikant, sektstiftare och grundare av kolonin Bishop Hill i Illinois.
- 29 december – Andrew Johnson, amerikansk politiker, USA:s president 1865–1869.

## Avlidna

### Första kvartalet

#### Januari
- 23 januari – Friederike Charlotte av Brandenburg-Schwedt, 62, tysk regerande abbedissa och monark av den självstyrande klosterstaten Herfords stift.

#### Februari
- 8 februari – Ove Høegh-Guldberg, 76, dansk statsman.
- 20 februari – Gerard Lake, 1:e viscount Lake, 63, brittisk militär.

#### Mars
- 3 mars – Johan Christian Fabricius, 63, dansk zoolog.
- 13 mars – Kristian VII, 59, kung av Danmark och Norge sedan 1766.

### Andra kvartalet

#### April
- 15 april – Hubert Robert, 74, fransk konstnär.

#### Maj
- 5 maj – Pierre Jean George Cabanis, 50, fransk läkare och filosof.

#### Juni
- 5 juni – Christoph Gottfried Bardili, 47, tysk filosof.

### Tredje kvartalet

#### Juli
- 14 juli – Carl Gustaf Ramsay, 25, finländsk militär och målare.

#### Augusti
- 13 augusti – Étienne Pierre Ventenat, 51, fransk botaniker.
- 19 augusti – Fredrik Henrik af Chapman, 86, svensk skeppsbyggare.

#### September
- 13 september – Saverio Bettinelli, 90, italiensk författare.

### Fjärde kvartalet

#### Oktober
- 1 oktober – Carl Gotthard Langhans, 75, tysk arkitekt.
- 21 oktober – Maria Christina Bruhn, svensk uppfinnare.
- 27 oktober – Jakob Henrik Zidén, 22, finländsk militär, stupad.

#### November
- 26 november – Richard Potts, 55, amerikansk jurist och politiker, senator 1793–1796.

#### December
- 9 december – Marianne Kirchgessner, 39, tysk musiker.

### Fotnoter
1. ↑  World Statesmen (läst 6 april 2011)
2. ↑  Det hände i dag
3. ↑  Det hände i dag
4. ↑  Det hände i dag